# Żurawiniec (Lublin)
Pour les articles homonymes, voir Żurawiniec.
Żurawiniec (prononciation : [ʐuraˈviɲet͡s]) est un village polonais de la gmina d'Ostrówek dans le powiat de Lubartów de la voïvodie de Lublin dans l'est de la Pologne.
Il se situe à environ 5 kilomètres au nord-ouest d'Ostrówek (siège de la gmina), 15 kilomètres au nord de Lubartów (siège du powiat) et 39 kilomètres au nord de Lublin (capitale de la voïvodie).
Le village comptait approximativement une population de 122 habitants en 2010.

## Histoire
De 1975 à 1998, le village est attaché administrativement à l'ancienne Voïvodie de Lublin.

Depuis 1999, il fait partie de la nouvelle voïvodie de Lublin.